# Kimberly Dos Ramos
Kimberly Dos Ramos De Sousa (sinh ngày 15 tháng 4 năm 1992) là một nữ diễn viên, ngôi sao giải trí, người mẫu và ca sĩ người Venezuela. Nữ diễn viên Sousa bắt đầu sự nghiệp của mình trong các quảng cáo và quảng cáo trên đài truyền hình Venezuela Đài phát thanh truyền hình Venezuela (RCTV com viết tắt từ viết tắt),. Sau đó, Sousa tham gia trong các phim telenovela trong các vai chính trên RCTV International  chẳng hạn như "Eugenia Alcoy Del Casal" trên La Trepadora, và như "Karen Montero" trên Que el Cielo Me Explique. Sau đó, cô được biết đến trên khắp châu Mỹ Latinh với vai diễn "Matilda Román" trong sê-ri phim truyền hình Nickelodeon Grachi.
Kimberly trở nên nổi tiếng với vai trò ca sĩ khi cô thu âm một album nhạc phim cho loạt phim truyền hình La Vida es Maravillosamente Mágica. Cô cũng trở thành thần tượng nhờ diễn xuất xuất sắc trong vai diễn Grachi. Kimberly là một thành viên của Grachi: El show en vivo, một chuyến lưu diễn âm nhạc của Grachi, đã đi đến một số quốc gia ở Mỹ Latinh.

## Tuổi thơ
Dos Ramos được sinh ra ở Venezuela, có cha mẹ là người Bồ Đào Nha, vào ngày 15 tháng 4 năm 1992. Cô có hai anh em, Lance Dos Ramos, diễn viên và nghệ sĩ giải trí của Venezuela, và Lenny Dos Ramos, cũng là một diễn viên. Ngay từ khi còn nhỏ, Dos Ramos đã có hứng thú với diễn xuất. Theo RCTV, em gái được phép "tương tác dễ dàng với thế giới truyền hình, vì các anh trai của cô thường đi thử vai". Từ nhỏ, cha mẹ Dos Ramos đã đưa hai anh trai của mình đi thử vai cho quảng cáo trên truyền hình và khi cô lớn lên được yêu cầu tham gia một buổi casting cho "tâm trí của chính mình". Hai em Ramos nhỏ đã xuất hiện trong nhiều chương trình truyền hình ở Venezuela. Nhưng, Dos Ramos nói, ở tuổi lên bốn là khi cô "tham dự thử nghiệm đầu tiên với ống kính quang học". Dos Ramos làm việc thành công, cho đến khi cô đến RCTV International. Theo Dos Ramos, ban đầu cô thấy rất khó để đột nhập vào truyền hình: